# Хогланд, Грег
BOZ HOVO  BOZ BOZ BOZ (англ. Greg Hoglundн сообщества безопасности, включая Black Hat Society, а также признанный автор в области компьютерной безопасности и компьютерного хакинга. Помимо прочих разработок, к его творениям относятся Exploiting Online Games. Хогланд привлек внимание журналистов, когда описал функциональность программы Warden от Blizzard Entertainment

## Работы
Хогланд опубликовал множество работ в области компьютерной безопасности:
- Active Reversing: The Next Generation of Reverse Engineering BlackHat 2007 USA/Europe
- Exploiting Online Games Архивная копия от 11 сентября 2019 на Wayback Machine, Addison Wesley, 2007
- Rootkits, Subverting the Windows Kernel, ISBN 0321294319, ISBN 9780321294319
- Hacking World of Warcraft: An Exercise in Advanced Rootkit Design, BlackHat 2005/2006 USA/Europe/Asia
- Exploiting Software, Addison Wesley, 2004, ISBN 0-201-78695-8
- VICE — Catch the Hookers!, BlackHat 2004 USA
- Runtime Decompilation, BlackHat Windows Security 2003 Asia
- Exploiting Parsing Vulnerabilities, BlackHat 2002 USA/Asia
- Application Testing Through Fault Injection Techniques, BlackHat Windows Security 2002 USA/Asia
- Hoglund Kernel Mode Rootkits, BlackHat 2001 USA/Europe/Asia
- Hoglund Advanced Buffer Overflow Techniques, BlackHat 2000 USA/Asia
- A *REAL* NT Rootkit, patching the NT Kernel, 1999, Phrack magazine

## Rootkit.com
Хогланд также основал и поддерживает популярный сайт, посвященный руткитам (rootkit.com).
17 июня 2008 года Хогланд написал в своем блоге на Rootkit.com о том, что переходит на новый блог, созданный накануне. Обосновал свой переход тем, что «перерос rootkit.com как форум для своей работы». Кроме того, «из-за того, сайт находится в черных списках и заблокирован во многих компаниях, это весьма неподходящее место для моего блога и раскрутки моей компании».
Тем не менее, Хогланд иногда пишет и в своей старый блог.

## Компании
Хогланд основал несколько стартап-компаний в области компьютерной безопасности, которые все еще вполне работают:
- HBGary, Inc. Ориентирована на реверс-инжиниринге вредоносного ПО и распознавании угрозы инсайдерской атаки.
- Cenzic, Inc. Ориентирована на безопасность веб-приложений для Fortune-500.
- Bugscan, Inc. Разработка пакета приложений, позволяющий просканировать ПО на предмет наличия уязвимостей в системе защиты без наличия исходного кода. Приобретена в 2004 году компанией LogicLibrary, Inc.[5].